# Thor: The Dark World
Thor: The Dark World er en amerikansk superheltefilm, med blandt andet Marvel Comics Thor fra 2013. Den er instrueret af Alan Taylor. Filmen er nummer to i Thor-filmene, den første var Thor fra 2011, og er en fortsættelse af historien fra 2012 i The Avengers.

## Handling
Efter at guden Thor (Chris Hemsworth), besejrede sin stedbror Loke (Tom Hiddleston) i New York, må han vende tilbage til Asgård for at besejre Malekith (Christopher Eccleston), og opretholde sit forhold til Jane Foster (Natalie Portman).

## Medvirkende
- Chris Hemsworth - (Thor)[4][5]
- Natalie Portman – (Jane Foster)[6][7]
- Tom Hiddleston – (Loki)[8][9]
- Anthony Hopkins – (Odin)[10][11]
- Christopher Eccleston – (Malekith)[12][13]
- Jaimie Alexander – (Sif)[14][15]
- Zachary Levi – (Fandral)[16][17]
- Ray Stevenson – (Volstagg)[18][19]
- Tadanobu Asano – (Hogun)[20]
- Idris Elba – (Heimdall)[21][22]
- Rene Russo – (Frigga)[23]
- Adewale Akinnuoye-Agbaje – (Algrim / Kurse)[24][25]
- Kat Dennings – (Darcy Lewis)[26]
- Stellan Skarsgård – (dr. Erik Selvig)[27]
- Alice Krige – (Eir)